# Carmelo Ottaviano
Carmelo Ottaviano (Modica, 18 gennaio 1906 – Terni, 23 gennaio 1980) è stato un filosofo italiano.

## Biografia e carriera
Diplomatosi presso il Liceo Classico Tommaso Campailla di Modica, si laureò presso l'Università Cattolica di Milano a 21 anni.
Straordinario di Storia della Filosofia prima all'Università di Cagliari, poi all'Università degli Studi di Napoli Federico II, dove ottenne la sua prima cattedra a 36 anni, conseguendovi la libera docenza in Storia della Filosofia nel 1939, passò poi all'Università degli Studi di Catania, dove, nel 1948, fondò e diresse l'Istituto di Magistero, insegnandovi, oltreché Storia della Filosofia, anche Pedagogia e Psicologia.
Nel 1933, fondò la rivista internazionale di filosofia Sophia.
Grande conoscitore della filosofia del periodo medievale, di cui peraltro ritrovò e studiò molte opere inedite, elaborò una propria teoria profondamente permeata di Cattolicesimo.
Delle due opere, Critica dell'Idealismo (Napoli, 1936) e Metafisica dell'essere parziale (Padova, 1941), la prima, tra i pochissimi lavori italiani ad avere l'onore di una sollecita traduzione in tedesco, in un palcoscenico di enorme rilievo, fu pubblicata pure nella Germania nazista (Kritik der Idealismus, Münster, 1941), ma fu ben presto censurata e poi bruciata pubblicamente a causa della sua dura critica all'Idealismo di Giovanni Gentile. Questa sua opposizione a Gentile, nonché le sue critiche a Benedetto Croce, gli valsero dure vessazioni accademiche. 
Pubblicò inoltre un ampio e comprensivo Manuale di storia della filosofia (Napoli, 1970-72).
Nel 1931 si occupò, fra i primi, del pensiero di Gioacchino da Fiore (circa 1130-1202), l'abate calabrese esaltato da Dante nel suo Paradiso, pubblicandone il primo saggio. Nel 1934, pubblicò il codice di Oxford Joachimi Abbatis Liber contra Lombardum, che egli attribuì a qualche seguace della scuola di Gioacchino da Fiore. Nel 1935, nel mentre celebrava, a Novara, Pietro Lombardo, riprese a parlare di Gioacchino da Fiore, presentandolo come un romantico "ante litteram" e un fautore della nazione italiana. Nello stesso anno, segnalò pure due ignorati codici gioachimiti della biblioteca Casanatense di Roma, occupandosi altresì della condanna di Gioacchino da parte del Concilio Lateranense IV ed evidenziandone lo sgomento suscitato. Inoltre, nella rivista Sophia, diretta da lui ed allora edita dalla CEDAM di Padova, diede spazio a vari studiosi gioachimiti italiani e stranieri. Sempre sull'argomento, ritenne dapprima Gioacchino un triteista, ma, dopo aver visionato le tavole del Liber figurarum, scoperto da Leone Tondelli nel 1937 e pubblicato nel 1940, propese invece per un'ortodossia trinitaria dell'abate calabrese.
Infine, negli ultimi anni della sua carriera di docente all'Università di Catania, fondò e diresse un partito nazionale d'impronta social-liberale, che però non ebbe seguito.

## Opere principali
- Pietro Abelardo. La vita, le opere, il pensiero, Tipografia Poliglotta, Roma, 1929.
- Il "Tractatus super quatuor evangelia" di Gioacchino da Fiore, Archivio di filosofia, Padova, 1931, Parte I.
- Testi medioevali inediti. Alcuino, Avendanth, Raterio, S. Anselmo, Pietro Abelardo, Incertus auctor, a cura di Carmelo Ottaviano, Olschki, Firenze, 1933.
- Joachimi abbatis Liber contra Lombardum (Scuola di Gioacchino da Fiore), a cura di Carmelo Ottaviano, Reale Accademia d'Italia - Studi e documenti, Roma, 1934.
- Un documento intorno alla condanna di Gioacchino da Fiore nel 1215, Rondinella, Napoli, 1935 (poi ripubblicato per i tipi dell'Università di Catania, 1949).
- Pier Lombardo, in Celebrazioni piemontesi, Istituto d'Arte per la Decorazione e la Illustrazione del Libro, Urbino, 1936.
- Critica dell'Idealismo, Rondinella, Napoli, 1936.
- Kritik des Idealismus, mit einer Einfuhrung von Fritz-Joachim Von Rintelen: Realismus-Idealismus?, Aschendorff, Munster, 1941.
- Metafisica dell'essere parziale, CEDAM, Padova, 1941.
- La tragicità del reale, ovvero la malinconia delle cose. Saggio sulla mia filosofia, CEDAM, Padova, 1964.
- L'Ars compendiosa de R. Lulle, avec une étude sur la bibliographie et le Fond Ambrosien de Lulle, par Carmelo Ottaviano, Librairie philosophique J. Vrin, Paris, 1981.
- Tommaso Campailla. Contributo all'interpretazione e alla storia del cartesianesimo in Italia, introduzione e note a cura di Domenico D'Orsi, CEDAM, Padova, 1999.